# اليوم العالمي للإذاعة
اليوم العالمِيّ لِلإذاعة أو يوم الإذاعة العالميّ، هو يوم عالميّ، يتمّ بهذه المُناسبة الاِحتفاء بالدّور الهامّ الّذي تقدّمهُ هذه الوسِيلة المسمُوعٌة، فِي 13 فِبراير / شُباط مِن كُلّ عام. وقد تمّ اِختيار هذا التَّاريخ تزامُناً مع ذِكرَى إِطلاق إِذاعة الأُممِ المُتّحِدة عام 1946م .

## مَعلُومات أَساسِيَّة
جَآءت فِكرة الاِحتفال بهذا اليوم مِن قِبل الأكادِيمِيّة الإسبانيّة لِلإذاعة، وجرّى تقديمهَا رسميّاً مِن قِبل الوفد الدَّائم الإِسبَانِيّ لَدى اليُونِسكُو فِي الدّورة 187 للمجلس التّنفيذيّ فِي شهر سِبتَمبِر / أَيلول 2011م، وأقرَتهُ مُنظّمة الأُممِ المُتّحِدة للتّربِية والعُلُوم والثّقافة،  اليُونِسكُو فِي الثّالِث مِن نُوفمبر / تِشرِين الثّانِي 2011م فِي دوَّرتِها السَّادسة والثّلاثَين المُنعقَدة بتارِيخ 13 فِبراير / شُباط بوصفه اليومٌ العالميّ لِلإذاعة. وتمّ إقرارُ اليومٌ العالميّ للإذاعة فِي شهر دِيسمبر / كَانُون الأَوّل مِن العام 2012م مِن قِبل الجمعِيّة العامّة للأُممِ المُتّحِدة،  فَأصبح بذلِك يوماً تحتفِي بِه جمِيعُ وكالات الأُممِ المُتّحِدة، وصنادِيقهَا، وبرامِجهَا، وشركاؤُها، ودعمتِ شتّى الوِكالات الإذاعية هذه المُبادرة، وتمنّت الجمعِيّة العامّة للأُممِ المُتّحِدة ، أنّ تقدّم المحطَّات ذَات الإمكانيّات، والخِبرة ، الدَعَم اللاَّزِم للمحطَّات النَّامية، فِي جَميع أنحاءٌ العَالم.

## المَرَاجِع
1. ↑  "لماذا اليوم العالمي للإذاعة؟" نُبْذة عن اليوم العالميّ للإذاعة © مواقعُ الأُممِ المُتّحِدة على الإنترنت . اِطّلع عليه بتاريخ 13 أَبْرِيل / نَيسان 2017م . نسخة محفوظة 1 يُولْيُو / تَمُّوز 2017م على موقع واي باك مشين.
2. ↑  "لماذا اليوم العالمي للإذاعة؟" . نُبْذة عن اليوم العالميّ للإذاعة © مواقعُ الأُممِ المُتّحِدة على الإنترنت . اِطّلع عليه بتاريخ 13 أَبْرِيل / نَيسان 2017م. "نسخة مؤرشفة". مؤرشف من الأصل في 2018-02-11. اطلع عليه بتاريخ 2017-02-13.{{استشهاد ويب}}:  صيانة الاستشهاد: BOT: original URL status unknown (link)
3. ↑  "اختتام الدورة الـ187 للمجلس التنفيذي لليونسكو" © مواقعُ الأُممِ المُتّحِدة على الإنترنت . اِطّلع عليه بتاريخ 13 أَبْرِيل / نَيسان 2017م. نسخة محفوظة 16 نُوفمبر / تِشرِين الثّانِي 2013م على موقع واي باك مشين.
4. ↑  "اليوم العالميّ للإذاعة: ماذا ستفعل؟" . مواقعُ الأُممِ المُتّحِدة على الإنترنت (باللغة الإنجليزية) © اِطّلع عليه بتاريخ 13 أَبْرِيل / نَيسان 2017م . نسخة محفوظة 13 فِبراير / شُباط 2017م على موقع واي باك مشين.

## وُصلات خارجيّة
- إِعلاَن اليومِ العالمِيِّ لِلإذاعة .